# Ugglebosjön, Gästrikland
Ugglebosjön är en sjö i Hofors kommun i Gästrikland och ingår i Gavleåns huvudavrinningsområde.